# Ángel León
Ángel León Gozalo (Villalón de Campos, 2 ottobre 1907 – 10 agosto 1979) è stato un tiratore a segno spagnolo.

## Palmarès

### Olimpiadi
- 1 medaglia:
  - 1 argento (Helsinki 1952 nella pistola 50 metri)